# Hadithamassakern

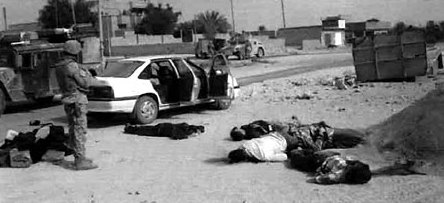
En amerikansk marinsoldat inspekterar platsen där fem civila har dödats.

Hadithamassakern ägde rum i Haditha i västra Irak den 19 november 2005, då upp till 24 civila irakier sköts ihjäl av soldater ur USA:s marinkår, strax efter att en amerikansk soldat dött i en explosion. Till en början försökte den amerikanska militären att dölja händelsen, och hävdade att de civila offren hade dött av samma explosion som dödade den amerikanska soldaten. När händelsen väl uppdagades jämfördes den med Song My-massakern under Vietnamkriget.
Den 29 mars 2008 friades den tredje av sammanlagt fyra amerikanska soldater som stod åtalade för brott under Hadithamassakern i Irak. Detta trots att han själv erkänt att han varit med och dödat civila inne i deras hus. Strax innan rättegången mot honom i militärdomstolen skulle börja på fredagen den 28 mars, meddelade den amerikanska marinkårens ledning att den åtalade korpralen inte längre anklagades för några brott. Det återstå att se vad som händer med den fjärde soldaten som förde befälet under massakern.

## Film
Under 2007 släppte den brittiska regissören Nick Broomfield en film som är baserad på händelserna runt Hadithamassakern med titeln Battle for Haditha. Filmen har visats i brittisk TV under 2008 och bolaget Dreammachine står som internationell distributör.